# J3 League

Logo della J3 League usato dal 2019 al 2022

La J3 League (J3リーグ?, J3 Rīgu) è, a partire dal 2014, il terzo livello del campionato giapponese di calcio, ed ha preso il posto della Japan Football League, che è divenuta di conseguenza il quarto livello della piramide calcistica nipponica.
Per la sua stagione inaugurale e per ragioni di sponsor, la lega ha assunto il nome completo di Meiji Yasuda Life Insurance J3 League.

## Storia
Dopo la riunione del comitato congiunto avvenuta il 16 gennaio 2013, tutti i club della J. League si accordarono sulla creazione di una nuova lega a partire dal 2014. Questa decisione fu formalmente esposta dal consiglio della J. League nel meeting esecutivo del 26 febbraio 2013. In un primo momento alla nuova serie avrebbero dovuto prendere parte solo 10 squadre, ma a luglio del 2013, in un'altra sessione del consiglio della J. League, si scelse infine di partire con 12 squadre al via. Di esse, una (il Gainare Tottori) proviene dalla J. League 2 a seguito della retrocessione avvenuta nella stagione 2013, 9 provengono dalla Japan Football League, una dalle serie regionali e un'altra è una squadra speciale della J. League, composta da giocatori al di sotto dei 22 anni, creata appositamente per prepararli in vista dei Giochi della XXXI Olimpiade del 2016 (successivamente scioltasi al termine della stagione 2015).
Nel 2015, con l'ingresso del Renofa Yamaguchi, è avvenuta la prima espansione della J3 League, contemplando 13 squadre partecipanti. Nel 2016 si è avuto un ulteriore ampliamento dell'organico, innalzato a 16 squadre con l'inserimento delle formazioni Under-23 del Cerezo Osaka, del Gamba Osaka e del Football Club Tokyo. Nel 2017, con la promozione dalla Japan Football League dell'Azul Claro Numazu, facevano parte della J3 League 17 squadre, mentre nel 2018 il numero di squadre aumentò a 18 con la promozione del Vanraure Hachinohe. Nel 2019 si arrivò al numero massimo di squadre partecipanti, ossia 19, con l'ingresso del FC Imabari. Successivamente si è avuta un'inversione di tendenza: nel 2020, a causa del ritiro della formazione Under-23 del FC Tokyo, il numero di squadre passò a 18, mentre nel 2021, con lo scioglimento delle altre 2 formazioni Under-23 superstiti (Cerezo Osaka e Gamba Osaka) e nonostante la promozione del Tegevajaro Miyazaki, si è ridotto a 15. Nel 2022 si è ritornati nuovamente a quota 18 squadre per via dell'effetto combinato delle 4 retrocessioni dalla J2 League 2021, le 2 promozioni dalla J3 League 2021 e la promozione dalla JFL dell'Iwaki FC, mentre nel 2023 vi è stato un ulteriore ampliamento dell'organico a 20 squadre con le promozioni dalla JFL di Nara Club e FC Osaka.

## Regolamento
Le squadre della J3 League, inserite in un unico girone all'italiana, si incontrano l'un l'altra in gare di andata e ritorno (fino al 2015 si sfidavano per 3 volte di seguito), per un totale complessivo di 32 giornate di campionato.
La J3 League ha ereditato il meccanismo delle promozioni in J. League Division 2 che era stato adottato in Japan Football League dal 2012 al 2013. Pertanto, al termine del campionato, la 1ª classificata viene promossa automaticamente in J. League 2, mentre la 2ª si scontra con la 20ª classificata in J. League 2 per poter guadagnare anch'essa la promozione. Ciò, però, vale soltanto se entrambe le squadre potenzialmente promuovibili possiedono i requisiti richiesti dalla J. League per poter accedere alla J. League 2; in caso contrario, la promozione può essere revocata. Inoltre, le formazioni Under-23 di squadre già partecipanti nelle categorie superiori della J. League sono automaticamente escluse dalla promozione. A partire dal 2017, con l'abolizione dello spareggio promozione/retrocessione tra J2 League e J3 League, anche la 2ª classificata in J3 League viene direttamente promossa in J2 League (fatti salvi, ovviamente, i requisiti minimi necessari per poter accedere alla categoria superiore).
Fino alla stagione 2022 non era prevista alcuna retrocessione in Japan Football League. Solo a partire dalla stagione 2023 è stato introdotto un meccanismo di promozione/retrocessione tra le ultime 2 classificate in J3 League e le prime 2 classificate in Japan Football League, ma vincolato in base al possesso di una licenza di partecipazione alla J3 League da parte delle squadre della Japan Football League:
- se la 1ª classificata in Japan Football League possiede tale licenza, allora verrà promossa in J3 League e la 20ª classificata in J3 League verrà retrocessa nella Japan Football League;
- se la 2ª classificata in Japan Football League possiede tale licenza, dovrà disputare delle gare di play-off promozione/retrocessione contro la 19ª o la 20ª classificata in J3 League (a seconda del possesso o meno della licenza da parte della 1ª classificata in Japan Football League).

In entrambi i casi, le squadre della Japan Football League che non possiedono la licenza per la J3 League non potranno essere promosse.

## Squadre partecipanti
Sono 37 le squadre ad aver preso parte alle 12 edizioni della J3 League (in grassetto sono evidenziate le squadre militanti nella J3 League 2025):
- 12 volte:  Fukushima Utd,  Gainare Tottori,  Nagano Parceiro
- 11 volte:  Kataller Toyama,  Sagamihara,  Yokohama SCC
- 10 volte:  Iwate Grulla Morioka
- 9 volte:  Azul Claro Numazu,  Fujieda MYFC
- 8 volte:  Kagoshima Utd,  Ryūkyū
- 7 volte:  Blaublitz Akita,  Giravanz Kitakyushu,  Kamatamare Sanuki,  Vanraure Hachinohe
- 6 volte:  Gifu
- 5 volte:  Cerezo Osaka U-23,  Gamba Osaka U-23,  Imabari,  Tegevajaro Miyazaki
- 4 volte:  FC Tokyo U-23,  Matsumoto Yamaga,  Zweigen Kanazawa
- 3 volte:  FC Osaka,  Nara Club,  Roasso Kumamoto,  Thespa Gunma,  Tochigi
- 2 volte:  Ehime,  J. League U-22,  Machida Zelvia
- 1 volta:  Iwaki,  Kochi Utd,  Oita Trinita,  Omiya Ardija,  Renofa Yamaguchi,  Tochigi City

### Stadi (2022)
| Kamatamare Sanuki                     | Ehime                     | Matsumoto Yamaga   | Kataller Toyama       | Gifu                          | Nagano Parceiro         |
| ------------------------------------- | ------------------------- | ------------------ | --------------------- | ----------------------------- | ----------------------- |
| Pikara Stadium                        | Ningineer Stadium         | Sunpro Alwin       | Toyama Stadium        | Gifu Nagaragawa Stadium       | Nagano U Stadium        |
| Capacità: 22.338                      | Capacità: 20.919          | Capacità: 20.336   | Capacità: 18.588      | Capacità: 16.310              | Capacità: 15.515        |
|                                       |                           |                    |                       |                               |                         |
| Giravanz Kitakyushu                   | Fujieda MYFC              | Kagoshima Utd      | Gainare Tottori       | Fukushima Utd                 | Sagamihara              |
| Mikuni World Stadium Kitakyushu       | Fujieda Soccer Stadium    | Shiranami Stadium  | Axis Bird Stadium     | Toho Stadium                  | Sagamihara Gion Stadium |
| Capacità: 15.300                      | Capacità: 13.000          | Capacità: 12.606   | Capacità: 11.999      | Capacità: 6.464               | Capacità: 6.259         |
|                                       |                           |                    |                       |                               |                         |
| Yokohama SCC                          | Tegevajaro Miyazaki       | Vanraure Hachinohe | Azul Claro Numazu     | Imabari                       | Iwaki                   |
| NHK Spring Mitsuzawa Football Stadium | Unilever Stadium Shintomi | Prifoods Stadium   | Ashitaka Park Stadium | Arigatō Service Dream Stadium | J-Village Stadium       |
| Capacità: 5.425                       | Capacità: 5.360           | Capacità: 5.124    | Capacità: 5.104       | Capacità: 5.063               | Capacità: 5.003         |
|                                       |                           |                    |                       |                               |                         |

## Albo d'oro
| Stagione | Vincitori           |
| -------- | ------------------- |
| 2014     | Zweigen Kanazawa    |
| 2015     | Renofa Yamaguchi    |
| 2016     | Oita Trinita        |
| 2017     | Blaublitz Akita     |
| 2018     | Ryūkyū              |
| 2019     | Giravanz Kitakyushu |
| 2020     | Blaublitz Akita     |
| 2021     | Roasso Kumamoto     |
| 2022     | Iwaki               |
| 2023     | Ehime               |
| 2024     | Omiya Ardija        |